# Cerianthula atlantica
Cerianthula atlantica is een Cerianthariasoort uit de familie van de Botrucnidiferidae. De wetenschappelijke naam van de soort is voor het eerst geldig gepubliceerd in 1924 door van Beneden.